# Parvamussium
Parvamussium is een geslacht van tweekleppigen uit de  familie van de Propeamussiidae.

## Soorten
- Parvamussium alaskense (Dall, 1871)
- Parvamussium aldeynzeri Dijkstra, 2004
- Parvamussium araneum Dijkstra, 1991
- Parvamussium aucklandicum (Zittel, 1865) †
- Parvamussium australanum Dijkstra & Maestrati, 2010
- Parvamussium biformatum Dijkstra & Maestrati, 2008
- Parvamussium caesicium Dijkstra & Moolenbeek, 2008
- Parvamussium cancellatum (E. A. Smith, 1885)
- Parvamussium cancellorum Dijkstra & Marshall, 2008
- Parvamussium carbaseum Dijkstra, 1991
- Parvamussium cassium Dijkstra, 1991
- Parvamussium conspectum Dijkstra & Kastoro, 1997
- Parvamussium cristatellum (Dautzenberg & Bavay, 1912)
- Parvamussium dautzenbergi (Dijkstra, 1990)
- Parvamussium decoratum Hayami & Kase, 1993
- Parvamussium diomedeum (Dall, Bartsch & Rehder, 1938)
- Parvamussium fenestratum (Forbes, 1844)
- Parvamussium formosum (Melvill in Melvill & Standen, 1907)
- Parvamussium gracile (Wang, 1980)
- Parvamussium holmesii (Dall, 1886)
- Parvamussium intuscostatum (Yokoyama, 1920)
- Parvamussium intuslaeve Dijkstra & Gofas, 2004
- Parvamussium jeffreysii (E. A. Smith, 1885)
- Parvamussium kauaium (Dall, Bartsch & Rehder, 1938)
- Parvamussium lamellatum Dijkstra & Maestrati, 2013
- Parvamussium largoi Dijkstra, 2013
- Parvamussium liaoi Dijkstra & Maestrati, 2009
- Parvamussium lozoueti Dijkstra & Maestrati, 2008
- Parvamussium marmoratum (Dall, 1881)
- Parvamussium marquesanum Dijkstra & Maestrati, 2008
- Parvamussium mata Maxwell, 1992 †
- Parvamussium molokaium (Dall, Bartsch & Rehder, 1938)
- Parvamussium multiliratum Dijkstra, 1995
- Parvamussium musorstomi Dijkstra, 2001
- Parvamussium nesiotum (Dall, Bartsch & Rehder, 1938)
- Parvamussium obliquum (Smith, 1885)
- Parvamussium orbiculatum Dijkstra & Maestrati, 2013
- Parvamussium pailoloum (Dall, Bartsch & Rehder, 1938)
- Parvamussium paradoxum (Maxwell, 1969) †
- Parvamussium pauciliratum (E. A. Smith, 1903)
- Parvamussium permirum (Dautzenberg, 1925)
- Parvamussium perspicuum Dijkstra & Maestrati, 2013
- Parvamussium polynesianum Dijkstra & Maestrati, 2008
- Parvamussium pourtalesianum (Dall, 1886)
- Parvamussium propinquum (E. A. Smith, 1885)
- Parvamussium rainesi Dijkstra, 2012
- Parvamussium retiaculum Dijkstra, 1995
- Parvamussium retiolum Dijkstra, 1995
- Parvamussium sayanum (Dall, 1886)
- Parvamussium scitulum (E. A. Smith, 1885)
- Parvamussium scutulatum Dijkstra & Maestrati, 2013
- Parvamussium siebenrocki (Sturany, 1901)
- Parvamussium sinense (Wang, 1980)
- Parvamussium squalidulum Dijkstra, 1995
- Parvamussium squamigerum (E. A. Smith, 1885)
- Parvamussium texturatum (Dautzenberg & Bavay, 1912)
- Parvamussium thalassinum (Dall, 1886)
- Parvamussium thetidis (Hedley, 1902)
- Parvamussium thyrideum (Melvill in Melvill & Standen, 1907)
- Parvamussium torresi (E. A. Smith, 1885)
- Parvamussium undisonum Dijkstra, 1995
- Parvamussium undosum Dijkstra, 1991
- Parvamussium vafer (Marwick, 1931) †
- Parvamussium vesiculatum Dijkstra, 1995
- Parvamussium vesiculosum Dijkstra & Maestrati, 2013
- Parvamussium vidalense (Barnard, 1964)
- Parvamussium virgatum Dijkstra, 1991